# Rocks and Honey
Rocks and Honey è il sedicesimo album in studio della cantante gallese Bonnie Tyler, pubblicato nel 2013.
Con il singolo Believe in Me l'artista ha partecipato all'Eurovision Song Contest 2013.

## Tracce
1. This Is Gonna Hurt – 3:07
2. Sunshine – 2:52
3. Believe in Me – 3:57
4. What You Need From Me (con Vince Gill) – 4:03
5. Crying – 3:24
6. Little Superstar – 3:08
7. Flat on the Floor – 3:20
8. All I Ever Wanted – 3:46
9. Stubborn – 3:46
10. Love Is the Knife – 4:40
11. Lord Help Me – 3:33
12. Mom – 3:54
13. You Try – 4:19
14. Believe in Me (Eurovision/radio edit) – 3:01

## Classifiche
| Classifica (2013) | Posizione raggiunta |
| ----------------- | ------------------- |
| Danimarca         | 28                  |
| Germania          | 59                  |
| Regno Unito       | 52                  |
| Svizzera          | 59                  |